# Anne-Marie Barat

Anne-Marie Barat

Anne-Marie Barat (* 20. Juni 1948 in Fontainebleau; † 21. Dezember 1990 ebenda) war eine französische Organistin.

## Leben
Bereits im Alter von elf Jahren trat sie in das Conservatoire de Paris ein, wo sie bei Henri Challan, Norbert Dufourcq, Pierre Revel, Georges Dandelot, Alain Weber, Marcel Bitsch und Elsa Barraine studierte. 1970 kam sie in die Orgelklasse von Rolande Falcinelli, die sie mit Auszeichnung abschloss. 1974 wurde sie Organistin an Saint-Louis in Fontainebleau. 1982 wurde sie Assistentin von Henri Doyen an der Großen Orgel der Kathedrale von Soissons, 1988 folgte sie ihm als Organistin nach.
Sie unterrichtete an der École Municipale de Musique in Fontainebleau und am Conservatoire Roger Bourdin in Marly-le-Roi. Zu ihren Schülern zählten Éric Lebrun und Emmanuel Le Divellec. Seit 1987 war sie Professorin am Amerikanischen Konservatorium in Fontainebleau. Sie trat bei zahlreichen Konzerten im In- und Ausland auf. Am 21. Dezember 1990 kam sie bei einem Verkehrsunfall ums Leben.